# Eyewitness
Eyewitness es una película de 1981 de suspenso sobre una reportera de televisión y un portero quienes se unen para resolver un asesinato, escrita por Steve Tesich. Dirigida por Peter Yates, la protagonizan William Hurt, Sigourney Weaver y Christopher Plummer.

## Trama
El portero Daryll Deever es un ávido fan del comentarista Tony Sokolow. Un hombre rico sospechoso de vínculos criminales es asesinado en el edificio de Daryll y Tony sospecha que Deever sabe algo sobre ello. Una reportera lo persigue por información.

## Producción
- El equipo de noticias pertenecía a la estación de televisión WNEW-TV.